# Sceloporus poinsettii
Sceloporus poinsettii är en ödleart som beskrevs av  Baird och GIRARD 1852. Sceloporus poinsettii ingår i släktet Sceloporus och familjen Phrynosomatidae. IUCN kategoriserar arten globalt som livskraftig.

## Underarter
Arten delas in i följande underarter:
- S. p. poinsettii
- S. p. axtelli
- S. p. macrolepis
- S. p. polylepis